# دايفيد فانينج
دايفيد فانينج (بالإنجليزية: David Fanning)‏ هو مغن مؤلف ومغني أمريكي، ولد في عقد 1980 في أردمور في الولايات المتحدة.

## وصلات خارجية
- دايفيد فانينج على موقع ميوزك برينز (الإنجليزية)
- دايفيد فانينج على موقع ديسكوغز (الإنجليزية)